# Дракон (мост)
Мост «Дракон» (вьет. Cầu Rồng) — арочный мост через Хан в городе Дананг во Вьетнаме. Мост соединяет две части города: деловой район и международный аэропорт на западной стороне реки с туристическими районами и пляжами на восточной.

## История
Мосты через реку Хан предполагались ещё генеральным планом Дананга 1993 года, когда город ещё был частью провинции Куангнам. Реализация плана стала возможна, когда в 1997 году Дананг вышел из состава провинции и стал городом центрального подчинения. Мост в продолжение улицы Нгуен Ван Линя (ставший впоследствии мостом «Дракон») не был первым мостом через реку Хан, но требовал особого подхода из-за того, что на западном берегу в этом месте расположен музей чамской скульптуры, имеющий большое культурное значение. Возникла дискуссия о том, что новый мост будет доминировать над музеем, и музей окажется «под мостом». Чтобы этого не произошло, в окончательной версии проекта западная опора моста имеет высоту значительно меньше других и почти полностью погружена в воду.
В конце 2005 года началась подготовка к конкурсу на лучший проект моста. Из 16 представленных вариантов, победу в конкурсе одержал проект американских компаний Ammann & Whitney Consulting Engineers и Louis Berger Group. 17 декабря 2008 года проект был одобрен Народным комитетом города Дананг. Бывший премьер-министр Вьетнама Нгуен Тан Зунг вместе с рядом правительственных чиновников присутствовали на церемонии закладки фундамента шестого моста через реку Хан. Церемония была проведена в воскресенье, 19 июля 2009 года (в тот же день прошла церемония открытия моста Тхуанфыок, вьет. Thuận Phước).
В отличие от инженерной части, художественная часть проекта одобрена не была. Дракон в проекте американских компаний выглядел «по-западному», весь внешний вид был «массивным и грубым». На создание нового образа дракона был объявлен конкурс, участие в котором принял известный вьетнамский скульптор Фам Ван Ханг, уроженец Дананга. Первоначально Фам Ван Ханг предложил сделать дракона взмывающим вверх и имеющим две головы — одна смотрит на международный аэропорт Дананг, другая на океан. Однако, секретарь парткома Дананга Нгуен Ба Тхань отверг такую идею, назвав её выглядящей как символ разъединения. Хангу было предложено переделать дизайн, при этом сделав дракона «чисто вьетнамским». За основу Ханг выбрал дракона династии Ли. В окончательном варианте дракон получил одну голову с глазами в форме сердечек и составленный из цветков лотоса хвост. Высота головы — 10 м, длина — 15 м, вес — 40 тонн; она увеличилась вдвое по сравнению с первоначальным проектом. Скульптору приходилось учитывать имеющуюся конструкцию моста, что налагало некоторые ограничения. Так, из-за конструктивных ограничений голову пришлось сделать относительно низко, за что мост подвергался критике. Однако, сам Ханг не считает такое положение головы проблемой.
Также 15 марта 2012 на Совете по городскому планированию возникли споры относительно направления дракона. Нгуен Ба Тхань настаивал, что дракон должен направляться из океана на берег, на запад. Но поскольку из-за чамского музея западная опора была ниже, и дракон был бы «приземляющимся», был выбран вариант с движением дракона на восток, в океан. Ещё один спор касался извергаемого огня — компания Louis Berger предлагала имитировать огонь лазером, но глава городского парткома отстоял использование настоящего огня.
18 октября 2012 года было утверждено название моста. Главный пролёт был завершён 26 октября 2012 года. Мост открыт для движения 29 марта 2013 года в 38-ю годовщину освобождения города Дананг. На момент открытия этот мост является самым длинным висячим мостом во Вьетнаме. Общая стоимость строительства составила почти 1,5 трлн донгов (72 млн долларов в 2012 году).

## Конструкция
Длина моста составляет 666 м, ширина — 37,5 м, рассчитан на шестиполосное движение. Между противоположными направлениями транспортного потока проходит 6-метровая разделительная полоса с двумя тротуарами шириной 2,5 м.

Вечернее шоу по выходным на мосту

Мост обладает навигационным просветом около 7 метров и большим пролётом 200 м с двумя боковыми пролётами по 128 м. Размах «головы дракона» — 72 метра, а размах «хвоста» — 64 метра.
Основные параметры:
- Общая длина моста: 666,565 м
- Длина основного пролёта: 200 м
- Два боковых пролёта по: 128 м
- Размах «длинного хвоста»: 64,15 м
- Размах «головы дракона»: 72 м
- Ширина моста: 37,5 м
- Ширина проезжей части: 24,5 м
- Число полос: 6
- Пешеходная часть: 5 м
- Разделительная полоса: 6 м
- Клиренс: 7 м

## Эффекты

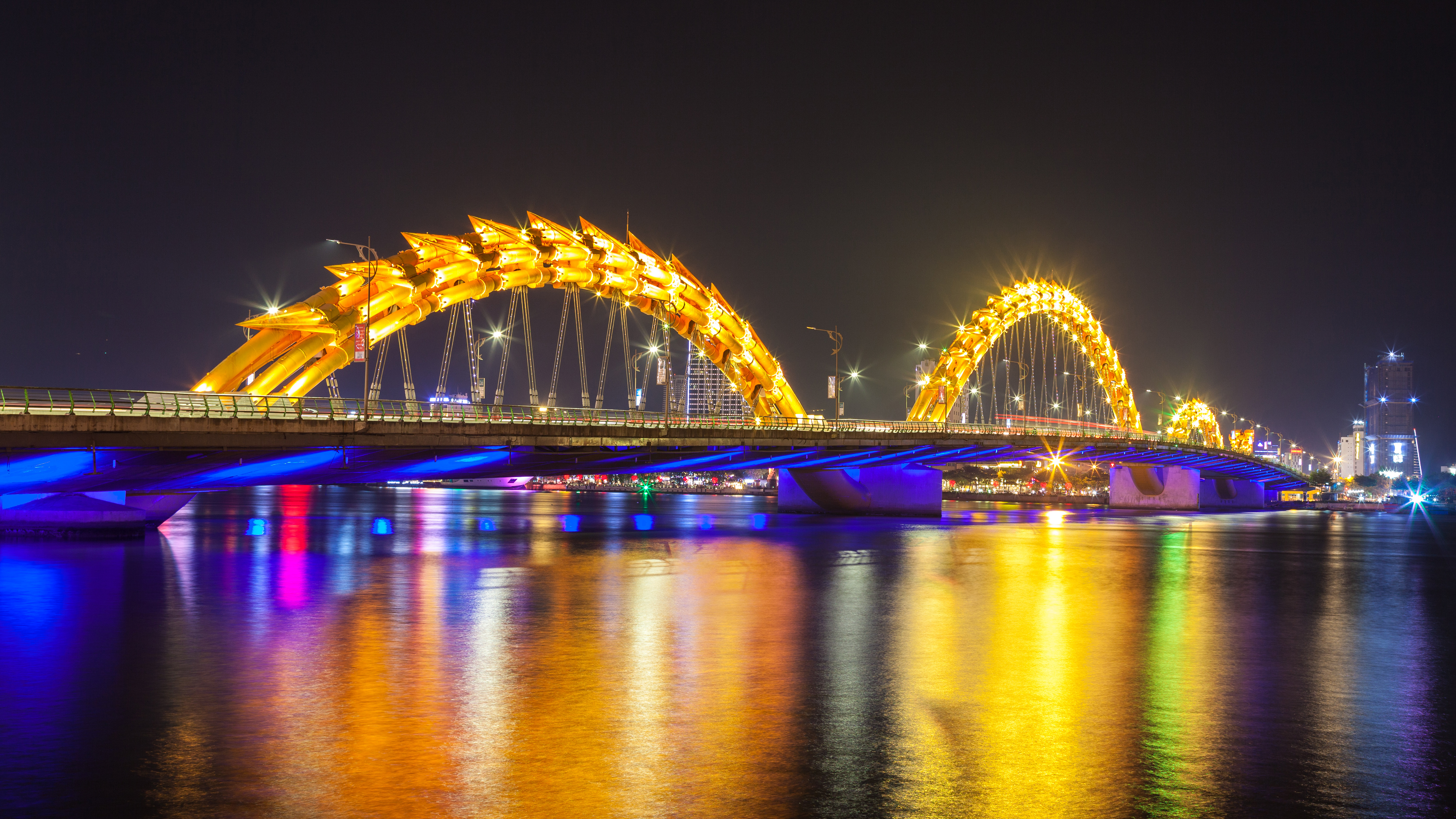
Ночное освещение моста

Ночью мост освещается светодиодной подсветкой.
С марта 2013 года начала работу система, позволяющая выпускать из пасти дракона струю пламени длиной 8—10 метров, формирующую огненный ореол диаметром 2—3 м, который при сгорании не оставляет сажи или капель горячей нефти. Последнее требование выполняется за счёт высокого давления, под которым подаётся топливо — от 80 до 120 кг/см². За период в 2 минуты система осуществляет 3 последовательных впрыска топлива. За один цикл при первых пробных запусках системы в 2013 году, дававших более масштабное огненное гало, потреблялось от 54 до 81 л топлива и 2 кВт/ч электроэнергии.
В мост встроена также система выброса воды. Система включает резервуар объёмом 50 м³, где под давлением сконцентрированы 20 м³ воды и 325 м³ воздуха. Форсунка для разбрызгивания воды, как и выходное отверстие огнемётной системы, располагается в пасти дракона. За секунду действия системы происходит выброс взвеси мелких водяных капель объёмом менее 2 л, несмотря на это, образующих зрелищную фонтанную струю. Полный объём резервуара распыляется за 3 минуты, за это время расходуется также 40 кВт/ч электроэнергии.